# Рокета и Кроче
Рокѐта и Кро̀че (на италиански: Rocchetta e Croce) е община в Южна Италия, провинция Казерта, регион Кампания. Разположена е на 459 m надморска височина. Населението на общината е 486 души (към 2010 г.).
Административен център на общината е село Рокета (Rocchetta).